# Елисеев, Евгений Николаевич
Елисеев Евгений Николаевич (19 сентября 1917, ст. Малая Вишера — февраль 1990) — Герой Социалистического Труда, старший машинист Ленинградского метрополитена им. В. И. Ленина.

## Биография
Родился в семье железнодорожного служащего в Новгородской области на станции Малая Вишера.
В 1931 году поступил на учёбу в Ленинград (ныне — Санкт-Петербург) в школу при Пролетарском заводе в паровозную группу фабрично-заводского ученичества (ФЗУ). После окончания учёбы работал токарем на Пролетарском заводе, а в 1936 году начал учёбу в электромашиностроительном техникуме о завода «Электросила».
В 1939 году поступил на службу в Красную Армию. участник Советско-Финляндской и Великой Отечественной войны. Командовал взводом 46-го танкового полка 4-й отдельной армии. Участвовал в прорыве блокады Ленинграда. Воевал и отличился на разных фронтах, в том числе и в боях под Тихвином и Лодейном Поле. Был ранен.
В 1946 году демобилизовался из армии, поступил на работу в 6-е вагонное депо Ленинград-Финляндского отделения Октябрьской железной дороги. Работал токарем. В 1953 и 1955 годах проходил курсы помощников машинистов и с 1955 по 1958 работал машинистом. В 1958 году получил должность старшего машиниста электродепо «Автово» Ленинградского метрополитена им. В. И. Ленина.
Жил в Ленинграде, после выхода на пенсию продолжал работать в электродепо, в качестве наставника подготовил 79 молодых специалистов. Умер в феврале 1990 года.

## Награды
- Звание «Герой Социалистического Труда» с вручением ордена Ленина и золотой медали «Серп и Молот» (20.12.1966)
- Орден Ленина (20.12.1966)
- Орден Отечественной войны II степени (11.03.1985)
- Орден «Знак Почёта», медали (27.06.1957)